# Hearthstone
Hearthstone, в началото излизаща под името Hearthstone: Heroes of Warcraft, представлява безплатна игра с карти, която изисква постоянна връзка с мрежата, за да се играе включително и в режимите, където битките са срещу опоненти, управлявани от компютъра. Играта е разработена и разпространена от Blizzard Entertainment. Датата на издаване на играта е 11 март 2014 за Microsoft Windows, а няколко месеца по-късно и за Mac OS, iOS и Android. Играчите могат да използват един и същ профил във всяка от платформите (като колекцията от карти се запазва) стига да се вписват в един от трите географски региона, разпределени от разработчиците.
В основата си Hearthstone представлява ходово-ориентирана игра с карти между два опонента, които използват тесте от 30 карти, управлявайки предварително избран герой, който притежава уникална сила (hero power). Играчите използват мана (mana), за да играят карти на игралното поле като заклинания (spells), миньони (minions), оръжия (weapons) и секрети (secrets). Всеки от героите започва играта с 30 точки живот, a главната цел на всеки играч е да стопи точките живот на опонента си до нула. Победите дават награди като злато, нови карти и точки опит (experience) за съответния герой. Злато може да се печели и при изпълняване на задачи (quests) като играчите получават по един такъв всеки ден. Спечеленото злато може да се ползва за закупуване на пакети с карти, пропуск за режима Арена и части от режима Adventures. Това, което може да се закупи със злато включително и портрети на герои (hero skins) може да се постигне и с т.нар. микротрансакции (microtransactions) с истински пари от самата игра. Новите карти навлизат под формата на експанжъни (expansions) или соло приключения (adventures).
Hearthstone придобива все по-голяма популярност на eSport сцената, тъй като през цялата година се организират най-различни турнири с огромни наградни фондове.

## Игрален процес
Основният момент в играта са двубоите между два опонента, използващи тесте от 30 карти и герой от вселената на WarCraft. Обикновено двубоите са между двама души, но играта предлага и режими където опонентът се управлява от изкуствения интелект в играта. Двубоите в Hearthstone са ходово ориентирани. Играчите се редуват да играят карти по време на своя ход като всеки от ходовете е времево ограничен. Когато времето започва да изтича се появява въже по средата на игралното поле, което постепенно изгаря, за да напомни на играчът, че ходът му скоро ще приключи. По време на хода си играчът може да призовава миньони (minions), прилага заклинания (spells), екипира оръжия (weapons) и поставя секрети (secrets). Разликата между Hearthstone и повечето игри с карти е в това, че по време на хода си играчът не може да бъде прекъснат, защото неговият опонент няма право да играе карти. Играчът, който започва първи изтегля 3 карти от тестето си, а започващият втори изтегля 4. Следва фазата наречена mulligan. По време на тази фаза играчите могат да изберат една или повече от първоначално изтеглените карти, които да върнат в тестето, а след това да изтеглят нова за всяка върната. Играчът който започва втори получава специална карта наречена монета (coin). Тази карта може да бъде играна по всяко време и дава 1 кристал мана до края на хода на играча. За използването на която и да е карта е нужно играчът да има достатъчно кристали мана. В началото на всеки свой ход кристалите мана се възстановяват, а играчът тегли нова карта от тестето си и получава един допълнителен кристал мана като максималния брой на кристалите е 10. При ситуация, когато двубоят се удължи и играчите изтеглят всичките си карти от тестето те навлизат в т.нар. fatigue режим. При тази ситуация първият път, когато трябва да теглят карта те губят по 1 точка живот, вторият път две точки живот и т.н. Максималният брой карти, които може да се държат в ръката едновременно е 10, а при случай, когато играч има 10 карти в ръката и трябва да тегли нова то той трябва да я премахне.
Призованите миньони могат да се използват, за да се атакуват миньоните на опонента или да се атакува директно вражеският герой (освен при наличие на миньон с taunt ефект). Миньоните не могат да атакуват в същия ход в който са призовани (освен ако не притежават ефекта charge). Когато миньон атакува друг то той му отнема точки живот в зависимост от броя точки за атака, които има, но на свой ред трябва да отнеме точки от живота си в зависимост от броя точки за атака на другия миньон. Когато точките за живот на даден миньон достигне 0 той умира и бива премахнат от игралното поле. Когато миньон атакува противниковият герой той отнема точки живот от героя в зависимост от броя си точки за атака, но не получава никаква щета. Тъй като оръжията се екипират от героите играчът използва точките на живот на героя си, за да атакува противниковите миньони. Всеки играч започва с 30 точки живот на своя герой, а двубоят приключва, когато точките за живот на единия от героите достигне 0. Точките за живот никога не могат да превишат 30 (освен ако няма специални правила в режима tavern brawl). Героите могат да получават точки броня, които винаги се отнемат преди тези за живот. Точките за броня за разлика от тези за живот може да се трупат в огромни количества.

## Класове и герои
В играта са налични 9 класа. Всеки от класовете притежава уникална сила (hero power). Всеки клас се представлява от различни герои от вселената на WarCraft. Някои от класовете притежават алтернативни герои, които могат да се закупят или спечелят от различни промоции. Разликите между тях са само козметични. За използване на силата на героя играчът трябва да използва два кристала мана. Силата на героя може да се ползва само един път на ход. При продължителна игра и постигане на победи с даден клас се печелят точки опит (experience), които постепенно вдигат нивото на развитие на класа (levels). Максималното ниво, което може да се достигне с даден клас е 60. При вдигането на нивото на даден клас играчът отключва част от класовите му карти от базовия комплект. Всички класови карти от базовия комплект се отключват до достигане на ниво 20. След това от 20 до 60 се отключват златни варианти на част от класовите и неутралните карти.
- Магьосник (Mage) – Магьосниците са представени от три героя. Основният е Джейна Праудмър (Jaina Proudmoore). Алтернативните са Медив (Medivh) и Кадгар (Khadgar). Уникалната сила (hero power) на този клас е Fireblast, която позволява да се направи 1 точка щета (damage) срещу всеки миньон (minion) или герой на полето (дори и собствените).
- Паладин (Paladin) – Паладините са представени от два героя. Основният е Утър Лайтбрингър (Uther Lightbringer). Алтернативният е Лейди Лиадрин (Lady Liadrin). Уникалната сила (hero power) на този клас е Reinforce, която призовава Silver Hand Recruit с 1 точка атака и 1 точка живот.
- Ловец (Hunter) – Този клас е представен от два героя. Основният е Рексар (Rexxar), a алтернативния е Алерия Уиндрънър (Alleria Windrunner). Уникалната сила (hero power) на този клас е Steady Shot, която отнема 2 точки живот от вражеския герой.
- Войн (Warrior) – Този клас е представен от два героя. Основният е Гарош Хелскрийм (Garrosh Hellscream), а алтернативния е Магни Бронзбиърд (Magni Bronzebeard). Уникалната сила (hero power) на този клас е Armor Up, която добавя 2 точки броня на героя.
- Свещеник (Priest) – Този клас е представен от два героя. Основният е Андуин Рин (Anduin Wrynn), а алтернативния е Тиранде Уиспъруинд (Tyrande Whisperwind). Уникалната сила (hero power) на този клас е Lesser Heal, която позволява възстановяването на две точки живот на който и да е миньон (minion) или герой на игралното поле (дори и на опонента).
- Шаман (Shaman) – Шаманите са представени от два героя. Основният е Трал (Thrall), а алтернативният е Моргъл Оракула (Morgl The Oracle). Уникалната сила (hero power) на този клас е Totemic Call, която призовава произволен тотем.
- Крадец (Rogue) – Крадците са представени от два героя – Основният е Валира Сангинар (Valeera Sanguinar), а алтернативния е Майев Шадоусонг (Maiev Shadowsong). Уникалната сила (hero power) на този клас е Dagger Mastery, която дава на героя оръжие с 1 точка атака и 2 точки здравина (durability).
- Друид (Druid) – Друидите са представени от един герой. Той е Малфурион Стормрейдж (Malfurion Stormrage). Уникалната сила (hero power) на друидите е Shapeshift, която дава 1 точка броня и 1 точка атака на героя, но атаката може да се използва само в настоящия ход.
- Вещер (Warlock) – Вещерите са представени от един герой – Гул'дан (Gul'dan). Уникалната сила (hero power) на вещерите се нарича Life Tap, която позволява на играча да изтегли допълнителна карта по време на хода си, но на цената на две точки живот.

## Карти
В своята същност Hearthstone е игра за колекциониране на карти, така че основният акцент пада върху картите. Колекционирането на картите в играта става по няколко начина. Основният е чрез закупуването на пакети с карти от различните комплекти или части от соло приключенията (adventures). Цената на пакет карти в злато е 100. Всеки пакет съдържа пет карти от съответния комплект, а поне една от тях е с качество рядка или по-добра. Другият начин е чрез т.нар. крафтене (craft). За крафтването на карти се използва специална съставка, наречена магически прах (arcane dust). Магически прах се печели от разбиването (disenchant) на карти, режима Арена и от награди след всеки сезон. Цената за крафтване е значително по-висока от това, което играчът получава при разбиването на същата карта. Цената за крафтване се покачва с увеличаването на качеството на картите.
Качеството на картите е в четири степени. Качеството на картите се определя от цвета на кристалче, намиращо се в центъра на всяка карта. Най-ниско качество са обикновените карти (common), които имат бял цвят на кристалчето. Следват редките (rare), чиито цвят на кристалчето е син. Третата категория са епичните (epic) техният кристал е оцветен в лилаво. Най-високо качество са легендарните (legendary), които имат оранжев цвят на кристалчето. Легендарните карти се отличават и по това, че в горната си част имат изображение на дракон. Всички карти имат и свой златен вариант. Разликата с нормалната версия е само в анимацията и изгледа, но цената им в магически прах е двойна.
Всяка карта има обозначение на цената в мана, която е нужна за поставянето ? на игралното поле. Тази цифра е оградена в синьо кристалче и се намира в горния ляв ъгъл на картата. Всеки клас има набор от специални класови карти, които са достъпни само за съответния клас. Останалите са неутрални и могат да се използват от всички класове. След излизането на експанжъна Mean Streets of Gadgetzan се въведоха три-класовите карти (tri-class cards), чието име подсказва, че могат да се ползват от три класа. Три-класовите карти се разделят на три вида. Grimy Goons (могат да се ползват от Ловец, Паладин, Воин), Jade Lotus (могат да се ползват от Друид, Крадец и Шаман) и Kabal (могат да се ползват от Магьосник, Свещеник и Вещер).
Картите в играта биват: Миньони (minions), заклинания (spells), оръжия (weapons) и секрети (secrets). Оръжията и секретите се екипират от героя, но само определени класове имат оръжия или секрети сред класовите си карти. Картите оръжия имат две статистики – точки атака, изобразени в долния ляв ъгъл на картата и точки на здравина (durability), които се намират в долния десен ъгъл на картата. След всяко използване на оръжието то губи една точка здравина. Картите секрети се активират автоматично ако условието, зададено в текста им е изпълнено, но това може да се случи само по време на хода на опонента. Картите заклинания изпълняват условието, написано в текстовата част на картите. Картите миньони се поставят на игралното поле, а максималният брой миньони, които могат да бъдат на полето едновременно за всеки играч е 7. Картите миньони имат цифра за точки атака, намираща се в долния ляв ъгъл на картата и точки живот в долния десен ъгъл. Част от миньоните се разпределят и по видове, които са: Beast, Mech, Dragon, Demon, Murloc, Elemental, Pirate, Totem. Обикновено миньоните от един тип се комбинират с класови или класови карти, за да увеличат сингергията помежду си.
Ефектът на редица карти се активира при изпълнението на дадено условие. Основните видове ефекти на картите са:
- Боен вик (Battlecry) – при картите с боен вик условието на изписания текст се изпълнява непосредствено след изиграването на картата.
- Предсмъртен хрип (Deathrattle) – при този ефект условието на текста на картата се изпълнява след смъртта на миньона.
- Tаунт (Taunt) – опонентът е задължен винаги да атакува миньоните, притежаващи taunt.
- Щурм (Charge) – картите миньони, имащи този текст могат да атакуват противника в настоящия ход.
- Уиндфюри (Windfury) – миньоните, притежаващи този ефект могат да атакуват по два пъти на ход.
- Потайност (Stealth) – миньоните, имащи stealth не могат да бъдат атакувани докато самите те не нанесат щета.
- Инспириране (Inspire) – ефектът на този вид карти се активира след използването на специалната сила (hero power) на съответния клас.
- Откритие (Discover) – при изпълнението на този ефект на играчът се показват три карти. Той трябва да избере една от тях, която да добави в ръката си.
- Божествен щит (Divine Shield) – картите миньони използват божественият си щит, за да неутрализират първата атака срещу тях.
- Смълчаване (Silence) – този вид ефект изтрива текста и всички подсилвания на избрана карта миньон, намираща се на полето.
- Разяреност (Enrage) – този ефект се активира, когато миньон, притежаващ този ефект получи нараняване, но оцелее. В този случай той увеличава точките си на атака в зависимост от цифрата, изписана в текстовата част.
- Замразяване (Freeze) – миньони, които бъдат замразени не могат да атакуват в следващия ход на играча.
- Комбинация (Combo) – текстът на картите с combo ефект се активира само ако е изиграна поне една друга карта в същия ход.
- Претоварване (Overload) – картите с ефект претоварване заключват даден брой кристали мана, които играчът не може да използва в следващия си ход.
- Имунитет (Imune) – представлява ефект, който предпазва имунизирания герой или миньон от получаване на щети.
- Адаптиране (Adapt) – на играчът се показват три ефекта. Той трябва да избере един от тях, който се добавя към текста на изиграния миньон с ключова дума адаптиране.

## Комплекти с карти
| Комплект                        | Вид         | Дата на излизане | Дата на премахване от Standard | Общо | Обикновени | Редки | Епични | Легендарни |
| ------------------------------- | ----------- | ---------------- | ------------------------------ | ---- | ---------- | ----- | ------ | ---------- |
| Базов                           | Същински    | 11 март 2014     | н/д                            | 133  | н/д        | н/д   | н/д    | н/д        |
| Класически                      | Същински    | 11 март 2014     | н/д                            | 239  | 91         | 80    | 37     | 31         |
| Награден                        | Същински    | 11 март 2014     | 26 април 2016                  | 4    | 0          | 0     | 1      | 3          |
| Зала на славата                 | Същински    | 6 април 2017     | 6 април 2017                   | 6    | 3          | 1     | 0      | 2          |
| Curse of Naxxramas (Naxx)       | Приключение | 22 юли 2014      | 26 април 2016                  | 30   | 18         | 4     | 2      | 6          |
| Goblins vs. Gnomes (GvG)        | Експанжън   | 8 декември 2014  | 26 април 2016                  | 123  | 40         | 37    | 26     | 20         |
| Blackrock Mountain (BRM)        | Приключение | 2 април 2015     | 6 април 2017                   | 31   | 15         | 11    | 0      | 5          |
| The Grand Tournament (TGT)      | Експанжън   | 24 август 2015   | 6 април 2017                   | 132  | 49         | 36    | 27     | 20         |
| League of Explorers (LoE)       | Приключение | 12 ноември 2015  | 6 април 2017                   | 45   | 25         | 13    | 2      | 5          |
| Whispers of the Old Gods (WOG)  | Експанжън   | 26 април 2016    | 2018                           | 134  | 50         | 36    | 27     | 21         |
| One Night in Karazhan (Kara)    | Приключение | 11 август 2016   | 2018                           | 45   | 27         | 12    | 1      | 5          |
| Mean Streets of Gadgetzan (MSG) | Експанжън   | 1 декември 2016  | 2018                           | 132  | 49         | 36    | 27     | 20         |
| Journey to Un’Goro              | Експанжън   | 6 април 2017     | 2019                           | 135  | 49         | 36    | 27     | 23         |
| Knights of the Frozen Throne    | Експанжън   | 10 август 2017   | 2019                           | 135  | 49         | 36    | 27     | 23         |
| Kobolds and Catacombs           | Експанжън   | 8 декември 2017  | 2019                           | 135  | 49         | 36    | 27     | 23         |
| Всички карти                    |             |                  |                                | 1324 | 465        | 338   | 204    | 184        |

## Експанжъни и приключения
В края на 2016 г. в играта има осем експанжъна и приключения. През април 2017 година се предвижда нов експанжън, а до края на 2017 се очакват още два експанжъна.
- Приключение (Curse of Naxxramas) е първото приключение в играта. Приключението излиза юли 2014 и включва 15 боса и 9 класови „предизвикателства“ (по едно за всеки клас). След преминаването през всички босове играчът печели 30 карти. Приключението поставя акцент на картите с ефект „предсмъртен хрип“" (Deathrattle). От април 2016 г. насам това приключение е част от режима „Уайлд“" (Wild) и вече не може да се закупи, така че новите играчи няма как да играят бос битките, но картите могат да бъдат създадени.
- Експанжън (Goblins vs. Gnomes) е първият експанжън в играта. Излиза през декември 2014 г. и включва 123 карти и отделен пакет от карти. Експанжъна поставя акцент върху картите „машини“ (mech) като голяма част от картите, подсказвайки от името са гоблини и гноми. От април 2016 г. експанжъна е преместен във формат „Уайлд“", а пакетите с карти от този експанжън вече не могат да се закупуват, но всяка карта може да бъде „крафтната“.
- Приключение (Blackrock Mountain) е второто приключение в играта. Първата част излиза началото на април 2015. До края на месеца всяка седмица излизат и другите четири части. Приключението включва 17 боса и 9 класови „предизвикателства“ (по едно за всеки клас). Blackrock Mountain акцентира върху миньони дракони като добавя карти, които получават допълнителни точки атака или придобиват ефект при наличието на друг миньон дракон в ръката на играча. Това приключение излиза от формата стандарт в средата на април 2017 г. след навлизането на „годината на мамута“ и вече не може да бъде закупено, но всички карти могат да бъдат крафтени.
- Експанжън (The Grand Tournament) е вторият експанжън в играта. Излиза официално на 24 август 2015 година. Включва 132 карти и свой собствен отделен пакет с карти. В този експанжън за първи път се появяват карти с ефект турнир „joust“. При игра на карта с този ефект се показват по един миньон от тестето на всеки играч. Миньона с по-голяма цена в мана печели „турнира“. Ако миньона на играча, призовал картата спечели се изпълнява ефекта от текста на играната карта. The Grand Tournament също така въвежда и миньоните с ключова дума инспириране (Inspire) – ефектът на този вид карти се активира след използването на специалната сила (hero power) на съответния клас. Този експанжън излиза от формата стандарт в средата на април 2017 г. след навлизането на „годината на мамута“ и пакетите с карти вече не могат да бъдат закупувани, но всички карти могат да бъдат крафтени.
- Приключение (League of Explorers) е третото приключение в играта. Първата му част излиза на 12 ноември 2015, а останалите три части излизат в следващите три седмици. Включва 13 боса и 9 класови „предизвикателства“ (по едно за всеки клас). При изиграването на цялото приключение играчът получава 45 карти. Приключението въвежда за първи път карти с ключовата дума откритие (Discover) – при изпълнението на този ефект на играчът се показват три карти. Той трябва да избере една от тях, която да добави в ръката си. Това е може би най-добре приетото приключение в играта, защото няколко от легендарните карти в него са с уникални ефекти, които създават много нови идеи за тестета, изграждащи се около тях. Това приключение излиза от формата стандарт в средата на април 2017 г. след навлизането на „годината на мамута“ и вече не може да бъде закупено, но всички карти могат да бъдат крафтени.
- Експанжън (Whispers of the Old Gods) е третият експанжън в играта. Излиза на 26 април 2016 г. и включва 134 карти и собствен пакет с карти. Тук главен акцент се поставя върху четирите „стари бога“, познати от историята на WarCraft. Всеки от боговете е представен чрез легендарна карта с ефект. Голяма част от останалите карти директно взаимодействат с някой от боговете. Всеки играч получава безплатно картата на единия от боговете „C'Thun“ и две от картите, които директно взаимодействат с него.
- Приключение (One Night in Karazhan) е четвъртото приключение в играта. Първата му част излиза на 11 август 2016 г., а останалите три части излизат в следващите три седмици. Историята в приключението е изградена около емблематичната локация в света на WorldofWarcraft – кулата Каразан – дом на магьосника Медив. Приключението включва 11 боса и 9 класови „предизвикателства“ (по едно за всеки клас). One Night in Karazhan се характеризира най-вече с магическите карти портали.
- Експанжън (Mean Streets of Gadgetzan) е четвъртият експанжън в играта. Излиза на 1 декември 2016 година. Включва 132 карти и собствен пакет с карти. Този експанжън въвежда три-класовите карти (tri-class cards), чието име подсказва, че могат да се ползват от три класа. Три-класовите карти се разделят на три вида. Grimy Goons (могат да се ползват от Ловец, Паладин, Воин), Jade Lotus (могат да се ползват от Друид, Крадец и Шаман) и Kabal (могат да се ползват от Магьосник, Свещеник и Вещер). Това са всъщност имената на трите криминални фракции, подвизаващи се в Gadgetzan. Всяка от фракциите има уникална легендарна карта, представена от лидерите на отделната фракция и уникални ефекти. Grimy Goons се характеризират с карти, чиито ефекти увеличават точките на атака и живот на една или повече карти миньони, намиращи се в ръката на играча. Jade Lotus се характеризират с карти, призоваващи т.нар. миньони 'Jade Golems'. Първият призован голем е 1 атака и 1 живот, вторият с 2 атака и 2 живот, третият с 3 атака и 3 живот и т.н. Kabal се характеризират със забъркването на отвари, които представляват мощни карти заклинания.
- Експанжън (Journey to Un’Goro) е петият експанжън в играта. Очаква се да излезе в средата на април 2017, а с неговото излизане ще навлезе „годината на мамута“ и съответно новия цикъл на формата стандарт. Включва 135 карти и собствен пакет с карти. Този експанжън въвежда миньоните – елементал (Elemental). Journey to Un’Goro въвежда карти с нова ключова дума адаптиране (adapt). Този ефект е подобен на откритие (Discover). На играчът ще бъдат показани три ефекта, от които той може да избере един, който да добави към текста на миньона. Може би най-интересното нововъведение от този експанжън са „Quest“ картите, които представялват легендарни карти заклинания (legendary spells). Всеки клас получава по една от тези карти. При наличието на такава карта в тестето тя винаги ще бъде в ръката на притежаващия я играч от самото начало и ще струва 1 мана кристал. След изиграването на картата играчът трябва да изпълни условието в текста на картата след което се изпълнява мощен ефект.

## Режими за игра
В играта се разграничават пет основни игрови режима. През 2016 година Blizzard въвеждат два формата в режим Игра. Стандартен и Wild, които имат отделна ранкинг система, а играчите от единия формат не могат да се изправят срещу противник, играещ в другия формат. Всички официални турнири, организирани от Blizzard се провеждат в стандартен формат.
- Арена (Arena) – Арена е платен PvP-режим. Закупуването на пропуск става чрез истински пари или със злато. Цената в пари варира между различните региони, но навсякъде цената в злато е 150. При закупуване на пропуск играчът получава избор между три класа. Следва събирането на тесте като по време на тази фаза играчът получава избор между три карти като може да добави към тестето си само една от тях. Тук не важи правилото за максимум две еднакви нормални или една легендарна карти в тесте. Колекцията от карти на играча няма никакво значение в този режим, защото може да види всяка карта, която не е добавена в списъка с карти, които не са достъпни за този режим. След събиране на тесте от 30 карти играта може да започне. Играта винаги се стреми да търси опоненти със сходен брой победи и загуби. Играта в арена приключва при натрупване на 3 загуби или при постигане на 12 победи. Размерът на наградите се увеличава с натрупването на повече победи. Минимумът е един пакет карти от най-новия за момента експанжън и една награда на произволен принцип. Постигането на 7 победи се смята за достигане на т. нар. „безкрайност“ (infinite), защото наградата е пакет карти и гарантирани 150 – 160 злато + още една случайна награда. Наградите, които падат на случаен принцип могат да бъдат злато, пакет карти, единична карта или магически прах (arcane dust).
- Игра (Play) – Представлява безплатен PvP-режим, където играчът може да състави тесте от собствената си колекция. Режимът предоставя възможност за игра в Casual или Ranked. В casual играчът се изправя срещу случаен противник. В ranked форматът вече има изградена система за филтриране на играчите по опитност под формата на рангове. Ранговете започват от 25, а изкачването продължава в низходящ ред. За преминаването към по-висок ранг играчът трябва да събере достатъчен брой звездички. Общият брой звезди нужен за прогресиране се увеличава на определени интервали. При всяка победа играчът получава звезда, а при всяка загуба губи звезда. Когато играчът загуби всички звезди в даден ранг той се връща на предишния ранг (освен в ранговете от 25 до 20). При достигането на три поредни победи играчът получава бонус звезда (от ранг 5 до легенда този бонус отпада). След преминаването на ранг 1 играчът придобива статут легенда (legend). Този статут не може да се изгуби до края на игралния сезон. Играчите достигнали статут легенда се поставят в нова форма на разпределение. Рангът тук представлява мястото на даден играч спрямо всички други играчи достигнали ранг легенда в същия регион. Продължителността на ranked сезоните е един месец като в началото на следващия месец ranked системата се рестартира, а играчите получават бонус награди под формата на специални гърбове на картите (card backs), нормални карти, магически прах и бонус звезди. За да се получи минималната награда трябва да се достигне поне ранг 20.
  - Уайлд (Wild) – този формат не поставя никакви ограничения на комплектите от карти, които могат да се използват за съставяне на тесте.
  - Стандарт (Standard) – този формат вече поставя ограничения на комплектите от карти, които могат да се използват за съставяне на тесте. Базовият и класическия комплект могат да се ползват винаги, а картите от експанжъни и приключения могат да се използват само тези, излезли през последните 2 години. Когато дадено приключение или комплект карти отпадне от стандартния формат то частите на приключенията и комплектите карти на експанжъните вече не могат да се закупуват с реални пари или злато. Всички карти, отпаднали от стандартния формат обаче могат да бъдат крафтвани по всяко време.[13] Първият цикъл на формата се характеризира с името „година на кракена“. Той започва през април 2016 и приключва април 2017. Вторият цикъл се характеризира с името „година на мамута“ и ще започне през април 2017 г.
- Tavern Brawl – Това е безплатен PvP-режим. Този режим може да се играе само, когато играчът достигне ранг 20. Освен това той е отключен само през определено време през седмицата. Обикновено началото е в четвъртък, а края понеделник сутрин. Tavern Brawl се отличава с това, че всяка седмица на игрите в този режим се поставят различни правила, които ги прави много по-различни и забавни. При първата си победа за седмицата в този режим играчът получава безплатен пакет от карти от класическия комплект.[14]
  - Heroic Tavern Brawl – тази вариация на Tavern Brawl е въведена на 16 ноември 2016. Тук отново важи ограничения времеви период в който режимът е отключен. Разликата е в това, че подобно на арената трябва да се закупи пропуск. Цената в различните региони варира, но в злато цената навсякъде е 1000. Тестетата се съставят по правилата на стандартния формат. Мачовете протичат по система подобна на арената. Играта приключва при натрупването на 3 загуби или при спечелването на 12 победи. Наградите за 10 или повече победи са доста значителни, но основно този режим е разработен главно за най-опитните играчи, защото цената за вход е много висока за начинаещите играчи, а реална възвръщаемост на вложената инвестиция се постига много трудно.[15]
- Приключенски (Adventure) – Представлява платен PvE-режим. В този режим играчът се изправя срещу редица босове, контролирани от изкуствения интелект на играта. Всяко приключение (adventure) e разделено на три или повече крила (Wings), а във всяко от тях има три или повече боса (boses). Всеки от босовете има уникална сила (hero power). При победа над всичките босове в дадено крило (wing) играчът получава карти като награда, а също така отключва heroic режим на босовете, където трудността се увеличава многократно. Играчът може да избира всеки от класове и да ползва всички карти от колекцията си, за да се изправи срещу босовете. Победите над босовете също така отключват и специални класови предизвикателства, където играчът е задължен да използва определен герой и предварително генерирано тесте, за да се изправи отново срещу някои от босовете като при победа получава специална класова карта.
- Тренировъчен (Practice) – Това е безплатен PvE-режим, където играчът може да тренира срещу компютърно контролиран опонент наречен Innkeeper. Този режим се разделя на две нива на сложност – нормално и експертно.